# Reparata di Cesarea di Palestina
Reparata (Cesarea marittima, ... – Cesarea marittima, 250) è stata una giovane martirizzata durante le persecuzioni dell'imperatore romano Decio; è venerata come santa dalla Chiesa cattolica.
Fu molto popolare durante il Medioevo, particolarmente venerata in varie località italiane (Toscana, Abruzzo e Sardegna) e francesi (Corsica e Provenza).

## Agiografia
Le fonti antiche non ne parlano: neanche il padre della storiografia ecclesiastica, Eusebio, che fu proprio vescovo di Cesarea tra il 313 e il 340 e che ha tramandato memoria di tanti martiri della sua città, ne fa mai menzione.
Il primo a ricordarla fu Beda il Venerabile nel suo Martirologio (VIII secolo). Fu ascritta nel Martirologio Romano (1586-1589) al giorno 8 ottobre, quello in cui avrebbe subito il martirio.
Secondo la Passio, sarebbe stata una fanciulla di nobile stirpe: durante le persecuzioni dell'imperatore romano Decio (tra il 249 e il 251), essendosi rifiutata di sacrificare agli dei, all'età di dodici anni sarebbe stata sottoposta a varie torture e poi decapitata.

## Il culto
Il suo culto ebbe rapida diffusione in Europa durante il Medioevo. Secondo una leggenda (molto diffusa in Provenza e comune a quella di altri santi), dopo averla uccisa i suoi aguzzini avrebbero messo il suo corpo su una barca fatta poi andare alla deriva: la barca, guidata dagli angeli, sarebbe arrivata a Nizza, in Francia, e il corpo sarebbe stato sepolto in quella che poi divenne la cattedrale di Sainte-Réparate; un'altra versione, ricalcata sul modello precedente, vuole invece che la barca sia arrivata sulle coste campane e il corpo della santa sia stato traslato a Teano, dove sarebbe conservato nel monastero del IX secolo a lei intitolato.
È anche titolare dell'antica cattedrale di Santa Reparata in Firenze (sul cui sito sorge l'attuale Santa Maria del Fiore): secondo la leggenda riportata da Giovanni Villani, l'edificio fu dedicato alla santa dal vescovo Zanobi quando i fiorentini, dopo averne invocato l'intercessione, riuscirono a respingere l'assedio degli Ostrogoti di Radagaiso dell'8 ottobre del 406, giorno in cui la Chiesa ricorda la santa (in realtà l'assedio si tenne il 23 agosto dello stesso anno: più probabilmente, il culto della santa fu introdotto nella città toscana grazie agli scambi commerciali con gli altri paesi del Mediterraneo).
È patrona di Nizza, della sua diocesi, delle città di Atri e di Casoli; compatrona dell'Arcidiocesi di Firenze, di Teano, della diocesi di Teramo-Atri e patrona e protettrice del comune di Pesco Sannita.
In suo onore, nella cittadina di Terra del Sole, si disputa ogni anno la prima domenica di settembre il Palio di Santa Reparata, in quanto la chiesa principale del paese è a lei intitolata.
Memoria liturgica l'8 ottobre nel comune di Pesco Sannita è festeggiata il 19 agosto.
Nel culto della santa di Cesarea ogni 5 anni nel comune di Pesco Sannita si realizza un dramma sacro sulla vita della martire, con persone del luogo, è tradizione che un buon "pescolano" almeno una volta nella vita debba vedere il dramma, e per l'occasione ritornano tutti gli emigranti.

### Santa Reparata e Atri
Il patronato di santa Reparata per la città di Atri, in Abruzzo, risale al 1352. Quell'anno, infatti, il Parlamento Municipale di Atri, per sancire l'alleanza con Firenze, redasse gli Statuti Municipali, prendendo a modello quelli fiorentini, ed elesse a protettrice la martire Reparata che, ovviamente, era protettrice anche di Firenze.

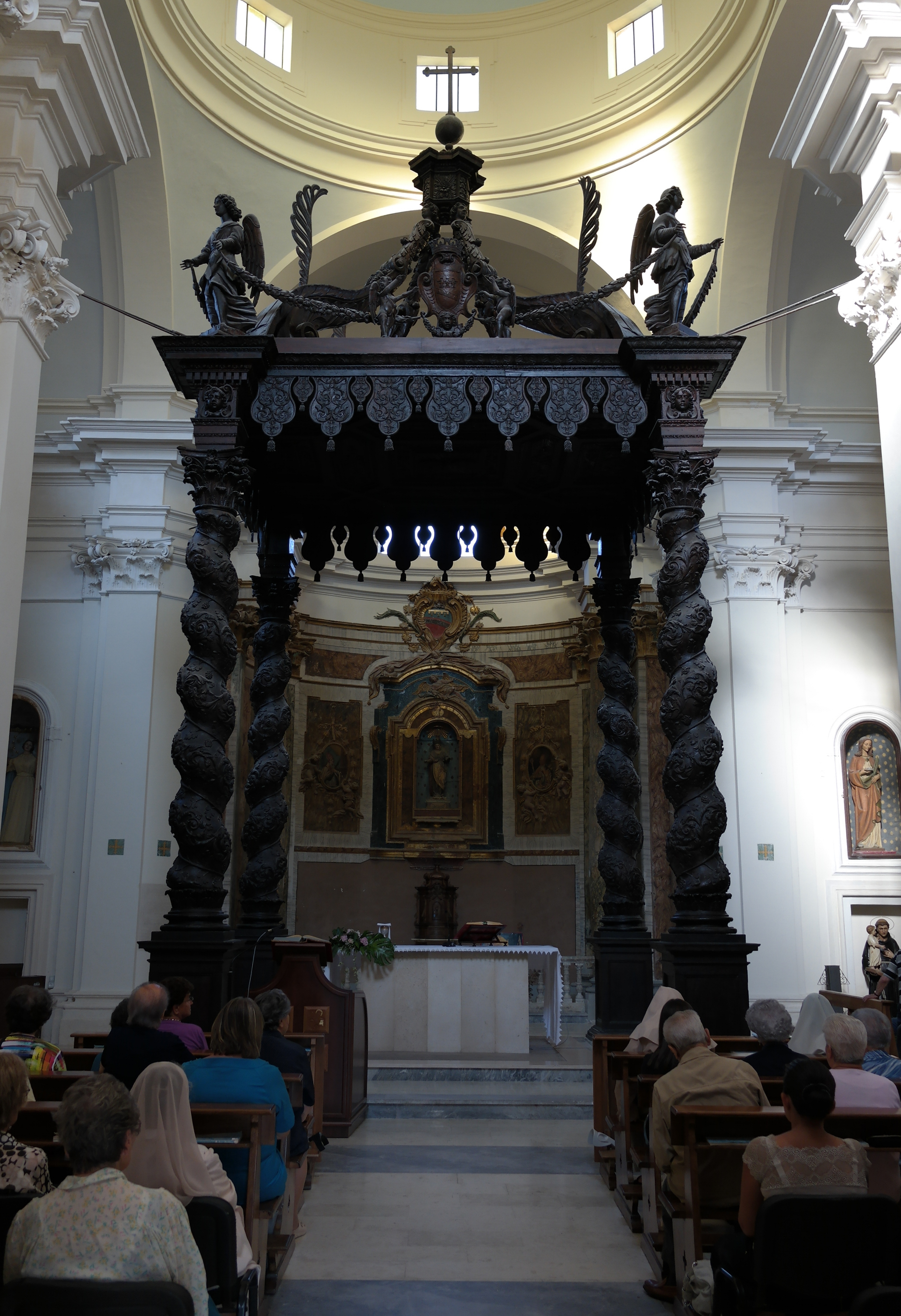
Tabernacolo ligneo della chiesa di Santa Reparata di Atri

Ciò fa ben capire come il patronato della santa sia stato un atto più politico che religioso; basti solo pensare che fu il governo comunale della città a proclamare il patronato, senza alcuna ingerenza del clero, sebbene proprio in quell'anno fosse vescovo della diocesi il fiorentino Marco Ardinghelli, che forse almeno in parte contribuì al diffondersi del culto di santa Reparata ad Atri.
Solo sulla data della festa non si prese a modello Firenze: mentre lì è festeggiata secondo la data canonica dell'8 ottobre, ad Atri gli stessi Statuti ne fissarono le celebrazioni al lunedì dopo la domenica in Albis, ovvero otto giorni dopo Pasqua, per ricordare la pacificazione con la vicina Città Sant'Angelo, avvenuta proprio il lunedì dopo l'Ottava di Pasqua del 1351. Non a caso, la festa era chiamata "di santa Reparata e della pace di Atri".
Sempre gli Statuti prescrivono l'inizio dei festeggiamenti al sabato e obbligano, in questi tre giorni festivi, l'esenzione da qualsiasi attività lavorativa, pena una multa prescritta dal Capitolo della cattedrale in base alle possibilità del trasgressore. Ancora oggi, la festa si celebra il lunedì dopo la domenica in Albis e inizia il sabato precedente.
Che la festa fosse più civile che religiosa, lo evinciamo ancora dagli Statuti, che in un inserto del 1362 indicano come celebrare la ricorrenza patronale: l'unico momento religioso rilevante è la messa solenne del lunedì, animata dagli uffizi divini della santa, che si teneva in piazza in caso di tempo sereno, altrimenti nel duomo. Per il resto si parla di una gran fiera, di numerose palii a cui potevano partecipare indistintamente uomini e donne, di tripudii (distribuzioni gratuite di cibo), di istrioni (ovvero gli uomini che preludevano, cantando e danzando, alle rappresentazioni sacre sulla vita della santa), di ludii (grossi falò accesi a spese del Comune) e soprattutto del bando, che veniva 'menato' (cioè annunciato) da squilli di trombe e tamburi il sabato per informare tutti dell'inizio della festa. Solo successivamente i caratteri più spiccatamente civili si sono ridotti alla sola partecipazione obbligatoria del sindaco (e, nei secoli XV-XVIII, del duca) alla processione e alla fiera, mentre le celebrazioni religiose hanno adesso più risalto.
Ancora il Comune, in accordo con il clero, fece costruire, nel 1355, proprio accanto alla cattedrale, la chiesa in onore della santa, sul cui altare campeggiava un grande stemma della città. Ancora oggi, sebbene la chiesa sia stata completamente ricostruita nel 1741, lo stemma comunale di Atri sovrasta la nicchia con la statua della santa.
Il culto della santa si diffuse comunque rapidamente tra la popolazione, che la vide come una sorta di "eroina", pronta a difendere la città. Ciò ha portato alla nascita di numerose leggende e racconti al riguardo, che ritraggono santa Reparata come una donna energica e forte. Sebbene oggi la devozione degli atriani sia un po' diminuita (sostituita da quella di santa Rita, la cui festa è molto più grandiosa rispetto a quella della patrona), questi racconti vengono ancora ripetuti e tramandati.
La prima leggenda (da cui è stato tratto il dramma La Vergine di Cesarea, del 1842, un tempo rappresentato in piazza) narra di un'invasione saracena. Gli invasori avrebbero posto l'accampamento alle porte della città, preparando l'attacco; vanificati i tentativi di mediazione del podestà, la città si prepara a vivere la sua fine. Ma ecco che, proprio mentre i saraceni stanno per sfondare la porta urbica, sulla quale coraggiosamente si sono appostati in difesa alcuni atriani, in cielo appaiono, luminose, le figure della Madonna e di santa Reparata con spade di fuoco in mano. La visione spaventò talmente i nemici che questi fecero dietro front. Così Atri fu salva. Il racconto è certamente inventato, poiché è ambientato nel X secolo, quando la santa non era ancora venerata in città e questa non aveva le magistrature comunali.
La seconda leggenda, più recente e ambientata in un'epoca imprecisata, spiegherebbe il perché la santa reca in mano un modellino della città (che in realtà è un'iconografia tipica dei santi protettori). Un terribile terremoto sconvolse tutto il territorio circostante, ma Atri rimase illesa perché immediatamente santa Reparata apparve e prese tra le mani la città, staccandola dalla collina e tenendola tra le braccia durante le scosse. Come "prova" gli atriani indicano le antichissime grotte presenti sui due versanti del colle dove sorge l'abitato: sono cinque su entrambi i lati, come le dita della mano.
La narrazione, molto più popolare della prima, ha influenzato anche le raffigurazioni della santa presenti in Atri: infatti, a parte alcune eccezioni, Reparata non regge la città delicatamente, ma quasi con forza, con entrambe le mani (in un quadro presente nella chiesa della contrada Cona addirittura si vede del terriccio sotto la città, come se fosse stata "sradicata" dal colle).
Nella città di Atri sono inoltre presenti due cassette lignee contenenti delle reliquie della santa: esse vengono da Roma, il che vuol dire che non si trattano effettivamente delle ossa della martire (il corpo sarebbe a Teano), ma di uno dei tanti corpi santi riesumati dalle catacombe della capitale. 
La prima cassetta fu donata alla cattedrale (ma attualmente è al Museo capitolare di Atri e mostrata in occasione della festa patronale) nel 1607 da Claudio Acquaviva, generale dei gesuiti, che l'anno prima aveva preso le ossa dalle catacombe di San Sebastiano. Dal documento che accompagna le reliquie, si evince che il prezioso dono era alquanto più voluminoso di quelle poche ossa che possiamo vedere oggi. Poco più grande invece, quindi con reliquie più consistenti, la cassetta presente nella chiesa di San Nicola. Il documento che accompagna le reliquie c'informa che esse furono prelevate dalle catacombe di San Lorenzo nel 1700 da suor Maria Florida Roberti, la quale le consegna a Matteo de Sterlich, cappuccino nel convento di Cermignano. Come però siano finite ad Atri, vicina a quel borgo, resta un mistero.